# Contea di Jackson (Tennessee)
La contea di Jackson in inglese Jackson County è una contea dello Stato del Tennessee, negli Stati Uniti. La popolazione al censimento del 2000 era di 10 984 abitanti. Il capoluogo di contea è Gainesboro.